# Maison de Jovan Skerlić
La maison de Jovan Skerlić (en serbe cyrillique : Кућа Јована Скерлића ; en serbe latin : Kuća Jovana Skerlića) est située à Belgrade, la capitale de la Serbie, dans la municipalité urbaine de Stari grad. Construite dans la première décennie du XXe siècle, elle est inscrite sur la liste des biens culturels de la Ville de Belgrade.

## Présentation

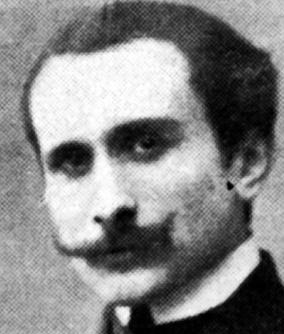
Jovan Skerlić

La maison, située 42 rue Gospodar Jovanova et 17 rue Kneginje Ljubice, a été construite pour le critique littéraire Jovan Skerlić (1877-1914) dans la première décennie du XXe siècle comme un édifice résidentiel. Cette maison d'angle a été conçue dans le style de l'Art nouveau mais, aujourd'hui, les décorations ne demeurent visibles qu'au-dessus de l'avancée centrale et dans la corniche supérieure. Sur le plan fonctionnel, le bâtiment est caractéristique d'une maison bourgeoise au tournant des XIXe et XXe siècles.
Jovan Skerlić a vécu dans cette maison avec sa famille de 1905 jusqu'à sa mort en 1914. Skerlić occupa plusieurs emplois ; il fut professeur, critique littéraire et éditeur du Srpski književni glasnik (« La Gazette littéraire de Serbie ») ; journaliste, il fit partie de l'Académie serbe des sciences et des arts, qui, à l'époque, portait le nom d'Académie royale, et il fut également député au parlement.